# Успенская церковь (Бурацкий)
Успенская церковь (Успенско-Никольский храм) — бывший православный храм в станице Бурацкой Области Войска Донского, ныне в хуторе Бурацкий Волгоградской области.

## История
В 1722 году в станице было закончено строительство и освящена деревянная (из дубового леса, покрытая тёсом) церковь в честь Знаменской иконы Божьей Матери. В 1781 году эту церковь, пришедшую в ветхость, разобрали и заложили новую, также деревянную — из дубового бруса. Освятили её в 1783 году. В 1851 году обветшала и эта церковь — на её месте на каменном фундаменте была возведена новая деревянная однопрестольная Успенская церковь, относящаяся к Зотовскому благочинию. Церковь была с колокольней, караулкой и решетчатой оградой.
17 ноября 1853 года открыто мужское приходское училище. В приходе Успенской церкви были хутора: Сухов, Грачев и Мучноподъярновский.